# ويليام كلوز
ويليام كلوز (بالإنجليزية: William Close)‏ هو جراح أمريكي، ولد في 7 يونيو 1924 في غرينيتش في الولايات المتحدة، وتوفي في 15 يناير 2009 في بيغ بيني في الولايات المتحدة بسبب نوبة قلبية.

## وصلات خارجية
- ويليام كلوز على موقع IMDb (الإنجليزية)